# Mérei Jenő
Mérei Jenő, 1881-ig Mellinger (Esztergom, 1875. március 29. – Budapest, Erzsébetváros, 1930. április 4.) zeneesztéta, színházi és hangversenyrendező, bankhivatalnok, tartalékos honvéd népfelkelő főhadnagy, az Országos Vasutas Takarék v. vezérigazgatója.

## Életútja
Mérei (Mellinger) Rezső kereskedő és Stern Zsófi fiaként született. Bécsben végzett zenei tanulmányokat, majd előbb Kolozsvárott, utána Budapesten dolgozott.
Magyarországon elsőként foglalkozott behatóan Palestrina zenéjével és annak hatásával, publikációi eme témában az 1910-es években bécsi és német szaklapokban jelentek meg. A Palestrina-kórusművek az ő rendezésében kerültek első alkalommal bemutatásra Budapesten. 1906. szeptember 5-én Budapesten házasságot kötött Fuchs Terézzel. 1919. június 3-án feleségével együtt áttértek a római katolikus vallásra. Több hadiérem birtokosa volt.[pontosabban?]
Az első világháborúban szerzett súlyos betegségében 1930. április 4-én éjjel elhunyt szívszorongás, agylágyulás következtében. 1930. április 6-án temették az Új köztemetőben.